# Vile (Caminha)
Vile es una freguesia portuguesa del concelho de Caminha, con 3,15 km² de superficie y 328 habitantes (2001). Su densidad de población es de 104,1 hab/km².